# 2024년 하계 올림픽 중화인민공화국 선수단
2024년 하계 올림픽 중화인민공화국 선수단은 2024년 7월 26일부터 8월 11일까지 프랑스 파리에서 열린 2024년 하계 올림픽에 참가한 올림픽 중화인민공화국 선수단이다. 
이번 하계 올림픽은 중화인민공화국이 처음으로 참가한 1952년 올림픽 이후 다음 7개 대회인 1956년을 제외하면 중화인민공화국의 12번째 하계 올림픽 출전이 된다.  중화민국을 논쟁하게 된 이유(1960년, 국가 탈퇴), 1964년, GANEFO 문제로 인해 국가가 이 대회에 참가하지 않음, 1968년, 다시 국가 탈퇴, 1972년, 다시 국가 탈퇴 1976년 중국 보이콧으로 인해, 1980년 미국 주도 보이콧에 중화인민공화국이 동참하면서 불발되었다가 1984년부터 모든 올림픽에 참가하고 있다.
중화인민공화국은 축구와 핸드볼 종목을 제외한 모든 종목에 출전했다.

## 출전 선수
| 종목           | 남자 | 여자 | 전체 |
| -------------- | ---- | ---- | ---- |
| 골프           | 2    | 2    | 4    |
| 근대5종        | 2    | 1    | 3    |
| 농구           | 4    | 16   | 20   |
| 다이빙         | 6    | 4    | 10   |
| 럭비           | 0    | 12   | 12   |
| 레슬링         | 7    | 5    | 12   |
| 배구           | 0    | 14   | 14   |
| 배드민턴       | 8    | 8    | 16   |
| 복싱           | 2    | 6    | 8    |
| 브레이킹       | 1    | 2    | 3    |
| 사격           | 10   | 11   | 21   |
| 사이클         | 5    | 8    | 13   |
| 서핑           | 0    | 1    | 1    |
| 수구           | 0    | 13   | 13   |
| 수영           | 13   | 19   | 32   |
| 스케이트보드   | 0    | 4    | 4    |
| 스포츠클라이밍 | 3    | 4    | 7    |
| 승마           | 2    | 0    | 2    |
| 아티스틱스위밍 | 0    | 8    | 8    |
| 양궁           | 3    | 3    | 6    |
| 역도           | 3    | 3    | 6    |
| 요트           | 6    | 7    | 13   |
| 유도           | 0    | 6    | 6    |
| 육상           | 27   | 27   | 54   |
| 조정           | 2    | 12   | 14   |
| 체조           | 7    | 13   | 20   |
| 카누           | 7    | 11   | 18   |
| 탁구           | 3    | 3    | 6    |
| 태권도         | 2    | 4    | 6    |
| 테니스         | 1    | 6    | 7    |
| 트라이애슬론   | 0    | 1    | 1    |
| 펜싱           | 5    | 7    | 12   |
| 하키           | 0    | 16   | 16   |
| 전체           | 131  | 257  | 388  |

## 메달 집계
| 종목 | 1 | 2 | 3 | 합계 |
| 종목 | ' | ' | ' | '    |
| 종목 | ' | ' | ' | '    |
| 종목 | ' | ' | ' | '    |
| 합계 | ' | ' | ' | '    |

## 같이 보기
- 2024년 하계 올림픽